# Seznam nosilcev medalje v službi miru
Seznam nosilcev medalje v službi miru.

## Seznam
(datum podelitve - ime)
- 15. julij 1999 - Bojan Berlot - Roberto Carli - Marjan Čačulović - Robert Čanadi - Ranko Djokić - Slavko Germek - Borut Habjanič - Sandi Kamberi - Boris Kramžar - Tonček Lisjak - Dominik Maljković - Christian Marot - Darko Marković - Jože Novak - Tadej Novak - Branko Pajžlar - Arpad Pinter - Simon Presekar - Janez Primc - Jože Prislan - Dejan Rožman - Igor Velše - Iztok Virjent - Janoš Voroš - Bojan Zelnik - Kristijan Zupančič

- 10. avgust 1999 - Boštjan Bohinc - Janko Bračko - Mauro Breščič - Stasil Burja - Aleksander Cigan - Bojan Čampa - Franc Češnjevar - Aleš Dolšek - Srečko Dobravec - Roman Fajhtinger - Matjaž Jazbec - Robert Klinar - Slavko Likeb - Tomislav Muršec - Janez Oblak - Franc Papež - Marino Perich - Tomaž Plestenjak - Branimir Pozvek - Janez Pretnar - Primož Strle - Mark Stupar - Ivan Trafela - Renato Vezzosi - Elcis Vukelič - Sebastjan Žnidaršič

- 8. oktober 1999 - Igor Gostič - Mojca Boltežar - Dušan Petrovič - Olga Špelec - Stojan Kastelic - Stasil Burja - Boris Gregor - Peter Zakrajšek - Boris Plošinjak - Darko taseski - Bojan Berlot - Radoš Melink - Marino Perich - Vesna Adamič - Arpad Pinter - Simon Presekar - Miloš Dumič - Robert Mohorko - Marko Truzzardi - Boštjan Kalan - Aleš Franjko - Goran Kozole - Tomaž Varga - Marko Kavčič - Tomaž Slanc - Jože Šorn

- 9. december 1999 - Vesna Adamič - Roman Andoljšek - Darko Begič - Aleš Berk - Valter Bizjak - Primož Balantič - Jure Bogadi - Vlater Bosotina - Jadran Boškin - Robert Boštjančič - Andrej Bratož - Bojan Brecelj - Marko Brus - Aleksander Cizelj - Marjan Čop - Miran Dernikovič - Damjan Fartek - Aleš Franjko - Aleš gavez - Srečko Habjanič - Boško Haupt - Matjaž Hrovat - Roman Hrovat - Gregorij Hvastja - Miloš Jamar - Klemen Jaunig - Boštjan Kalan - Franc Kalič - Matej Kapelj - Marko Kavčič - Marjetka Kocjančič - Albert Kočevar - Stanko Kolar - Matej Kolar - Daniel Kovač - Kristjan Kovačič - Franz Kozole - Goran Kozole - Marko Kruška - Milan Kržič - Uroš Kržišnik - Igor Lanišnik - Martin Leskovar - Ivan Lipovac - Iztok Logar - Peter Maglica - Miklavž Škofič Maurer - Radoš Melink - Tomaž Mihelič - Stanislav Milošič - Robert Mohorko - Damjan Muhič - Janez Muhvič - Drago Navršnik - Franci Oražem - Davorin Osojnik - Dragomir Pavkovič - Tatjana Pečnik - Željko Pekolj - Marino Perich - Andrej Pisarevič - Rok Plestenjak - Igor Praznik - Igor Prelog - Simon Presekar - Roman Podlesnik - Boštjan Posinger - Silvo Potočar - Primož Pogačnik - Denis Pungarčar - Ivan Purnat - Milan Radosavac - Anton Rampre - Branko Rek - Bojan Repolusk - Davor Režek - Rudolf Rot - Zlatko Sardinšek - Danijel Simonič - Alen Simonič - Igor Slana - Tomaž Slanc - Damjan Slekovec - Damjan Slivečka - Aleš Stepišnik - Rafael Šober - Drago Šebalj - Jože Šorn - Luka Škobic - Nataša Šiško - Jože Šorn - Marko Truzzardi - Aleksander Varga - Tomaž Varga - Rudolf Velnar - Marjan Videtič - Štefan Vöröš - Igor Zalokar - Mitja Zidarič - Peter Zupančič - Miloš Žveglič

- 13. januar 2000 - Matjaž Bedrač - Franc Bence - Ladislav Benedičič - Aleksander Bukovič - Bogdan Gomzej - Aleš Gorišek - Uroš Gornik - Dušan Kavčič - Vinko Kraškovic - Blaž Lenček - Vojko Leva - Stojan Lupinšek - Darko Matijevič - Densi Medved - Robert Oštir - Marko Pirc - Peter Podvornik - Franc Rogina - Aljoša Sitar - Franko Suljkanovič - Milan Ščupec - Gorazd Šeško - Tomaž Visinski - Ivan Trafela - Edvard Hajdinjak - Robert Baliž

- 31. januar 2000 - Matjaž Plošinjak - Karmen Zavodnik

- 16. marec 2000 - Melita Balek - Darko Begič - Valter Bizjak - Branko Češarek - Damir Črnčec - Aleš Gorenak - Gregorij Hvastja - Pavel Jakovac - Stanislav Pelc - Aleš Petek - Carmen Ribaš - Tomaž Skok - Jurij Šribar - Borut Štremfelj - Milivoj Turkovič - Damir Vogrinec - Boris Žunko - Matjaž Bedrač - Franc Rogina

- 10. maj 2000 - Dean Groff - Gvido Novak - Andreja Kapušin - Gregor Garb - Dušan Kavčič - Elvis Vukelič - Denis Bukovec - Stanko Jurkovič - Ivan Blažič - Pavel Skobe - Franjo Cesar - Janez Šmid - Robert Seme - Radovan Rebernak - Zmago Zagorc - Bensad Šinikovič - Miha Vindišar - Iztok Štebih - Branimir Pozvek - Darko Hudjek - Bojan Čampa - Jožef Jaunig - Robert Horvat - Darko Duh - Samo Maroh - Valter Likar

- 19. julij 2000 - Primož Aplenc - Milko Koren - Janko Dolinar - Robert Cirman - Vojko Anderle - Bojan Berlot - Mojca Boltežar - Janko Pepelnjak - Sandi Kamberi - Marjan Čačulovič - Uroš Tomc - Iztok Hunjadi - Franka Rebec Tomšič

- 9. november 2000 - Davorin Rečnik - Borut Angeli - Janez Pungaršek - Tomaž Venišnik - Matjaž Bertoncelj

- 18. januar 2001 - Josip Bostič - Marko Kruška - Boris Plošinjak - Ante Grgantov - Marko Unger - Boštjan Lesjak - Jurij Posavec - Franko Kukanja - Miro Špacapan

- 27. februar 2001 - Primož Balantič - Joško Benetek - Aleš Berk - Aleksander Cizelj - Miro Crkljenica - Silvo Grčar - Irena Janžekovič - Albert Kočevar - Franc Kokol - Matjaž Kovač - Kristjan Kovačič - Roman Kovačič - Ivan Lipovec - Radoš Melink - Dimitrij Modic - Tatjana Pečnik - Stanislav Pelc - Tadej Petrič - Rok Plestenjak - Milan Radosavac - Tomaž Skok - Igor Slana - Drago Šebalj - Tomaž Teran - Martin Voga - Bojan Zelnik - David Žagar - Bojan Žuber

- 30. marec 2001 - Marko Bergant - Milan Bizjak - Evgen Bračko - Samo Bukovec - Bernard Čelhar - Maksimiljan Črnko - Slavko Derenčin - Roman Fajhtinger - Jože Geršak - Bojan Gregorič - Marko Ješovnik - Anton Jurič - Slavko Kralj - Aleš Krek - Stojan Lupinšek - Dejan Majer - Robert Miklavčič - Milan Pelko - Marjan Pust - Miran Pust - Robert Rantaš - Aljoša Sitar - Darjo Sušelj - Peter Verdnik - Benjamin Vodopivec - Samo Trs

- 19. april 2001 Matjaž Bizjak

- 19. april 2001 - Kfor - Roman Anžič - Andrej Indof - Franc Kalič - Janez Muhvič - Tadej Novak - Robert Smerdu

- 28. junij 2001 - Primož Balantič - Joško Benetek - Aleš Berk - Aleksander Cizelj - Miro Crkljenica - Silvo Grčar - Irena Janžekovič - Albert Kočevar - Franc Kokol - Matjaž Kovač (1971) - Kristjan Kovačič - Roman Kovačič - Ivan Lipovac - Radoš Melink - Dimitrij Modic - Tatjana Pečnik - Stanislav Pelc - Tadej Petrič - Rok Plestenjak - Milan Radosavac - Tomaž Skok - Igor Slana - Drago Šebalj - Tomaž Teran - Martin Voga - Bojan Zelnik - David Žagar - Bojan Žuber

- 28. junij 2001 - Joint Forge - Primož Aplenc - Edo Blekič - Adriano Buonasisi - Robert Čanadi - Mateja Gregorčič Jovanovič - Božo Henigman - Marko Kac - Suzana Koltaj - Ana Koren - Samo Lah - marko Latinovič - Tonček Lisjak - Marjeta Lorber - Matjaž Mav - Blanka Mikec - Matjaž Plošinjak - Franka Rebec Tomšič - Salih Sinanovič - Andrej Strahovnik - Niko Strlič - Igor Velše - Nevenka Verbič - Iztok Virjant - Mihael Zajec - Kristijan Zupančič

- 26. september 2001 - Joint Forge - Franc Bončina - Branko Brezovšek - Denis Čaleta - Jože Čebular - Bojan Gregorič - AlešHribar - Matjaž Irgl - Franci Logar - Damjan Mavsar - Janez Mohorč - Zdenko Musar - Boštjam Oman - Janko Pirnat - Tomaž Plestenjak - Branimir Pozvek - Darja Prešeren - Miro Radikovič - Robert Rokavšek - Peter Starc - Zdenko Sušnik - Gorazd Šegula - Robert Škrjanec - Roman Štupar - Matjaž Triler - Milan Uduč - Tomaž Visinski - Mario Vugrek

- 23. januar 2002 - Joint Forge - Janez Ahlin - Edvin Ajdnik - Franc Atelšek - Simon Burgar - Denis Domadenik - Robert Dražnik - Aleksander Drnovšek - Darko Duh - Dejan Čengič - Maksimiljan Črnko - Maj Fritz - Peter Funtek - Robert Gorjup - Borut Habjanič - Marjan Hočevar - Peter Hren - Mitja Jakupak - Bojan Jančar - Damijan Kirbiš - Aleš Kunstelj - Damjan Kus - Mitja Lah - Dinko Maglič - Franci Merlak - Robert Oštir - Franc Papež - Matjaž Pertinač - Boris Ploj - Gregor Poljanec - Srebrenko Rakovič - Davor Režek - Štefan Robič - Rudolf Rot - Bojan Sagaj - Mihael Seitl - Manuel Šiker - Robert Simonič - Aljoša Sitar - Bojan Skok - Miro Strel - Jože Šorn - Jurij Šribar - Igor Trček - Milivoj Turkovič - Matej Vide - Jernej Vovk - Simon Zavnik - Damjan Žafran - Andrej Žagar

- 24. julij 2002 - Joint Forge - MSE VII - Matjaž Bedrač - Franci Bence - Lado Blatnik - Ivan Blažič - Janko Bobnar - Franc Bončina - Maks Božnar - Boštjan Brecelj - Avgust Cvelbar - Bojan Čampa - David Drobnič - Matej Dvorščak - Ladislav Gjergek - Janez Glavič - Bogdan Gomzej - Janez Gričar - Ivan Jerina - Srečko Jurečič - Anton Jurič - Vinko Kastelic - Ignac Krajnc - Marjan Kukenberger - Simon Las - Enes Mahmutovič - Peter Nedelko - Janez Oblak - Robert Oštir - David Pagon - Denis Radulič - Robert Sedminek - Andrej Skerlovnik - Alojz Sopčič - Zdenko Sušnik - Rado Svenšek - Nikola Šebuk - Gorazd Šeško - Denis Škrgič - Tomaž Škvarč - Boštjan Španinger - Roman Štupar - Milan Tomše - Toni Turšič - Igor Varga - Igor Velše - David Veršnik - Boris Vogrinec - Jure Zupančič - Zmago Žitek - Sebastjan Žnidaršič